# Nouakchott-Sud
Nouakchott-Sud est l'une des régions administratives (wilaya) de la Mauritanie, située dans la capitale Nouakchott.
Auparavant, par un décret no 90-124 du 10 septembre 1990, Nouakchott rassemblait neuf Moughataa (départements). 
Le district a été divisé par un décret en date du 25 novembre 2014, en créant trois nouveaux wilaya : Nouakchott-Nord, Nouakchott-Ouest et Nouakchott-Sud.
Nouakchott-Sud regroupe Arafat, El Mina, Riyad.